# Ceresium curtipenne
Ceresium curtipenne är en skalbaggsart som beskrevs av Maurice Pic 1943. Ceresium curtipenne ingår i släktet Ceresium och familjen långhorningar.
Artens utbredningsområde är Burma. Inga underarter finns listade i Catalogue of Life.